# 卡兹-蒙德纳尔
卡兹-蒙德纳尔（法語：Cazes-Mondenard，法語發音：[kaz mɔ̃dnaʁ]）是法国奧克西塔尼大區塔恩-加龙省的一个市镇，属于卡斯泰尔萨拉桑区。该市镇于1790-1794年间由卡兹（Cazes）和蒙德纳尔（Mondenard）合并而成。

## 地理
卡兹-蒙德纳尔（44°13'37"N, 1°12'8"E）面积58.23 平方千米，位于法国奧克西塔尼大區塔恩-加龙省，该省份为法国西南部内陆省份，北起顺时针与洛特省、阿韦龙省、塔恩省、上加龙省、热尔省和洛特-加龙省接壤。
与卡兹-蒙德纳尔接壤的市镇（或旧市镇、城区）包括：特雷茹勒、迪尔福-拉卡普莱特、拉弗朗赛斯、洛泽特、圣阿芒德佩拉加勒、索沃泰尔、瓦兹拉克。
卡兹-蒙德纳尔的时区为UTC+01:00、UTC+02:00（夏令时）。

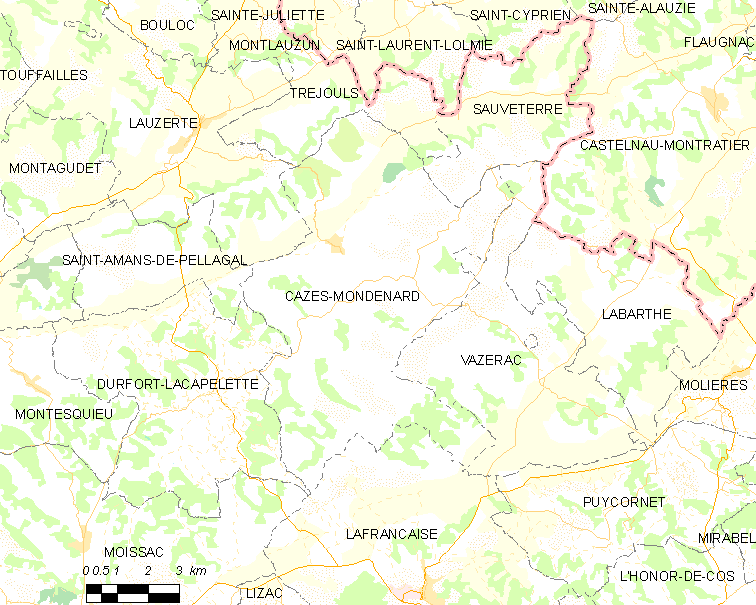
卡兹-蒙德纳尔的OSM定位图

## 行政
卡兹-蒙德纳尔的邮政编码为82110，INSEE市镇编码为82042。

## 政治
卡兹-蒙德纳尔所属的省级选区为塞尔地区-南凯尔西县。

## 人口

1962-2008年间卡兹-蒙德纳尔人口变化图示

卡兹-蒙德纳尔于2022年1月1日时的人口数量为1226人。